# 17 декември
17 декември е 351-вият ден в годината според григорианския календар (352-ри през високосна). Остават 14 дни до края на годината.

## Събития
- 546 г. – Крал Тотила завладява Рим.
- 1538 г. – Папа Павел III отлъчва от църквата английския крал Хенри VIII.
- 1777 г. – Франция първа признава независимостта на САЩ.
- 1819 г. – На територията на испанското вицекралство Нова Гранада е образувана държавата Велика Колумбия.
- 1883 г. – След дипломатически скандал, под натиска на българските правителства в София и Пловдив, екзарх Йосиф I е приет от султан Абдул Хамид II и правата на Българската екзархия в Османската империя са възстановени официално.
- 1903 г. – Американските братя Райт осъществяват в рамките на един ден първите в историята успешни полети с конструирания от самите тях летателен апарат „Флайър-1“, двамата извършват няколко полета с продължителност до 59 секунди.[1]
- 1949 г. – Изпълнено е смъртно наказание срещу Трайчо Костов, необосновано осъден за антипартийна и антидържавна дейност.
- 1973 г. – 30 пътници са убити при нападение на палестински терористи на летище „Леонардо да Винчи – Фиумичино“ в Рим.
- 1980 г. – Влиза в действие третият реактор на АЕЦ Козлодуй.
- 1982 г. – Проведена е пресконференция за 150 чуждестранни и 130 български журналисти, пред които главният директор на БТА Боян Трайков отхвърля обвиненията за участие на Сергей Антонов в атентата срещу папа Йоан Павел II.
- 1989 г. – Стартира „Семейство Симпсън“
- 1999 г. – Общото събрание на ООН одобрява резолюция, с която обявява 25 ноември за годишен Международен ден за елиминиране на насилието срещу жените.

## Родени
- 1749 г. – Доменико Чимароза, италиански композитор († 1801 г.)
- 1778 г. – Хъмфри Дейви, английски химик († 1829 г.)
- 1830 г. – Жул дьо Гонкур, френски писател († 1870 г.)
- 1851 г. – Ото Шот, немски химик († 1935 г.)
- 1871 г. – Иван Телятинов, български революционер († 1930 г.)
- 1887 г. – Йозеф Лада, чешки график († 1957 г.)
- 1902 г. – Алберт Драх, немски писател († 1995 г.)
- 1903 г. – Ърскин Колдуел, американски писател († 1987 г.)
- 1905 г. – Симо Хаюха, финландски снайперист († 2002 г.)
- 1908 г. – Силвия Аштън-Уорнър, новозеландска писателка († 1984 г.)
- 1908 г. – Уилърд Френк Либи, американски химик и Нобелов лауреат († 1980 г.)
- 1915 г. – Робърт Дал, американски политолог († 2014 г.)
- 1925 г. – Йордан Младенов, български политик
- 1930 г. – Армин Мюлер-Щал, германски актьор
- 1932 г. – Конрад Байер, австрийски писател († 1964 г.)
- 1936 г. – Клаус Кинкел, германски политик († 2019 г.)
- 1936 г. – Франциск, 266-ият римокатолически папа († 2025 г.)
- 1942 г. – Иван Глухчев, български футболист
- 1944 г. – Джак Чокър, американски писател († 2005 г.)
- 1944 г. – Коста Биков, български режисьор
- 1944 г. – Елда Вилер, словенска поп и джаз певица
- 1947 г. – Николай Пенков, български футболист
- 1949 г. – Пол Роджърс, британски музикант
- 1953 г. – Александър Белявски, словенски шахматист
- 1954 г. – Атанас Талевски, фотограф от Република Македония († 2008 г.)
- 1956 г. – Тотка Петрова, българска лекоатлетка
- 1970 г. – Ладо Гургенидзе, премиер на Грузия
- 1970 г. – Петър Москов, български лекар и политик
- 1975 г. – Мила Йовович, украинска актриса
- 1976 г. – Алваро Рекоба, уругвайски футболист
- 1976 г. – Георги Георгиев, български политик и инженер
- 1981 г. – Тим Визе, немски футболист
- 1981 г. – Толгахан Сайъшман, турски актьор и модел

## Починали
- 1273 г. – Руми, ирански философ (* 1207 г.)
- 1830 г. – Симон Боливар, южноамерикански революционер (* 1783 г.)
- 1847 г. – Мария-Луиза Австрийска, императрица на Франция, херцогиня на Парма и Пиаченца († 1791 г.)
- 1870 г. – Саверио Меркаданте, италиански композитор († 1795 г.)
- 1881 г. – Люис Морган, американски антрополог († 1818 г.)
- 1902 г. – Димитро Папазоглу, български предприемач († 1828 г.)
- 1907 г. – Уилям Томсън, английски физик (* 1824 г.)
- 1909 г. – Леополд II, крал на Белгия (* 1835 г.)
- 1949 г. – Трайчо Костов, български политик (* 1897 г.)
- 1953 г. – Георги Спасов, български композитор († 1891 г.)
- 1959 г. – Андрей Николов, български скулптор (* 1878 г.)
- 1962 г. – Кръстю Гермов, български революционер, късен македонист († 1868 г.)
- 1973 г. – Чарлз Грийли Абът, американски астрофизик († 1872 г.)
- 1974 г. – Виктор Франц Хес, американски физик от австрийски произход, Нобелов лауреат (* 1883 г.)
- 1982 г. – Леонид Коган, съветски цигулар
- 1987 г. – Маргьорит Юрсенар, френска писателка († 1903 г.)
- 1991 г. – Нено Дончев, български аграрен учен († 1929 г.)
- 1996 г. – Станко Тодоров, български политик (* 1920 г.)
- 2009 г. – Дженифър Джоунс, американска актриса (* 1919 г.)
- 2011 г. – Сезария Евора, певица от Кабо Верде (* 1941 г.)
- 2011 г. – Ким Чен Ир, севернокорейски лидер (* 1942 г.)
- 2014 г. – Фриц Рудолф Фриз, немски писател (* 1935 г.)

## Празници
- Бутан – Начало на управление на династията Вангчук (1907 г., национален празник)